# Antonio Zepeda (músico)
Antonio Zepeda (México, 1947) es un músico y autor de obras con instrumentos prehispánicos y tradicionales de México.
Incursionó en el ambiente artístico como bailador de mambo, cha cha chá, danzón y cumbia y como diseñador de vestimenta. Posteriormente se adentró en los bailes y ritmos puertorriqueños de bomba, aprendiendo a tocar instrumentos de percusión, habilidad que luego desarrolló al colaborar con diversos percusionistas brasileños. Al dedicarse a coleccionar instrumentos de viento y percusión de varias latitudes, se aficionó a los instrumentos antiguos de México. 
En 1973, Antonio Zepeda realizó su primera grabación con la música para la película Shak, filmada en Chiapas.  En 1975 pasó a formar parte del grupo de free jazz Astracarnaval. A inicios de los años 1980 comenzó sus grabaciones con instrumentos prehispánicos y tradicionales mexicanos. En 1986 grabó un álbum compartido con Jorge Reyes. Posteriormente, en 1990, participó en la música compuesta para la película Retorno a Aztlán y también trabajó para la televisión BBC , CBS , WDR y otros. Zepeda ha dado conferencias en diversas universidades, escuelas y museos.
En 2005, el músico de cine James Horner le pidió a Zepeda algunos temas para la película de corte prehispánico Apocalypto, de los cuales Horner tomó ideas para la banda sonora.

## Discografía
- Templo Mayor (1982)
- El rostro de la muerte entre los Nahuas (1984)
- Eco – Música (1984)
- Astrocarnaval (1985)
- Corazón del sol (1986)
- La región del misterio (1986)
- A la izquierda del colibrí (1986, con Jorge Reyes)
- Retorno a Aztlán (1990)
- Amerindia (1993)
- Espejo de la noche (1993)
- Paisajes (1993)
- Música virreinal mexicana (1993)
- Brujos de Aguatierra (1997)
- La música de los espíritus (2000)
- Los sonidos del pasado (2001)
- Nature (2002)